# Войнович, Николай Дмитриевич
Войнович Николай Дмитриевич (1757—1808) — офицер Российского императорского флота, участник русско-турецкой войны (1787—1791) годов, осады крепости Очаков, сражений у мыса Тендра и при Калиакрии, осаде Корфу. Георгиевский кавалер, капитан 2 ранга.

## Биография
Войнович Николай Дмитриевич родился в 1757 году. Представитель дворянского графского рода Войновичей. 28 октября 1775 года поступил кадетом в Морской шляхетный кадетский корпус. 1 мая 1781 года произведён в гардемарины. В 1781 и 1782 годах, во время корабельной практики, плавал на корабле «Святой Пантелеймон» в составе эскадры контр-адмирала Я. Ф. Сухотина от Кронштадта до Ливорно и обратно. 1 мая 1783 года, после окончания учёбы в морском корпусе, произведён в мичманы и направлен в Херсон. В 1783—1788 годах ежегодно находился в плавании в Чёрном море, в одну кампанию плавал из Севастополя в Константинополь и обратно. 1 мая 1786 года произведён в лейтенанты.
Принимал участие в операции по осаде крепости Очаков в Днепро-Бугском лимане в ходе русско-турецкой войны 1787—1791 годов. В 1788 году, командуя дубель-шлюпкой № 3 в составе гребного флота, участвовал в сражениях с турецким флотом. 17 июня 1788 года произведён за отличие в капитан-лейтенанты, а 31 июля был награждён «за отличные подвиги, оказанные в поражении турецких морских сил в 1788 году на лимане при Очакове» орденом Святого Георгия 4 класса № 542 (264) и золотою шпагой с надписью «За храбрость».

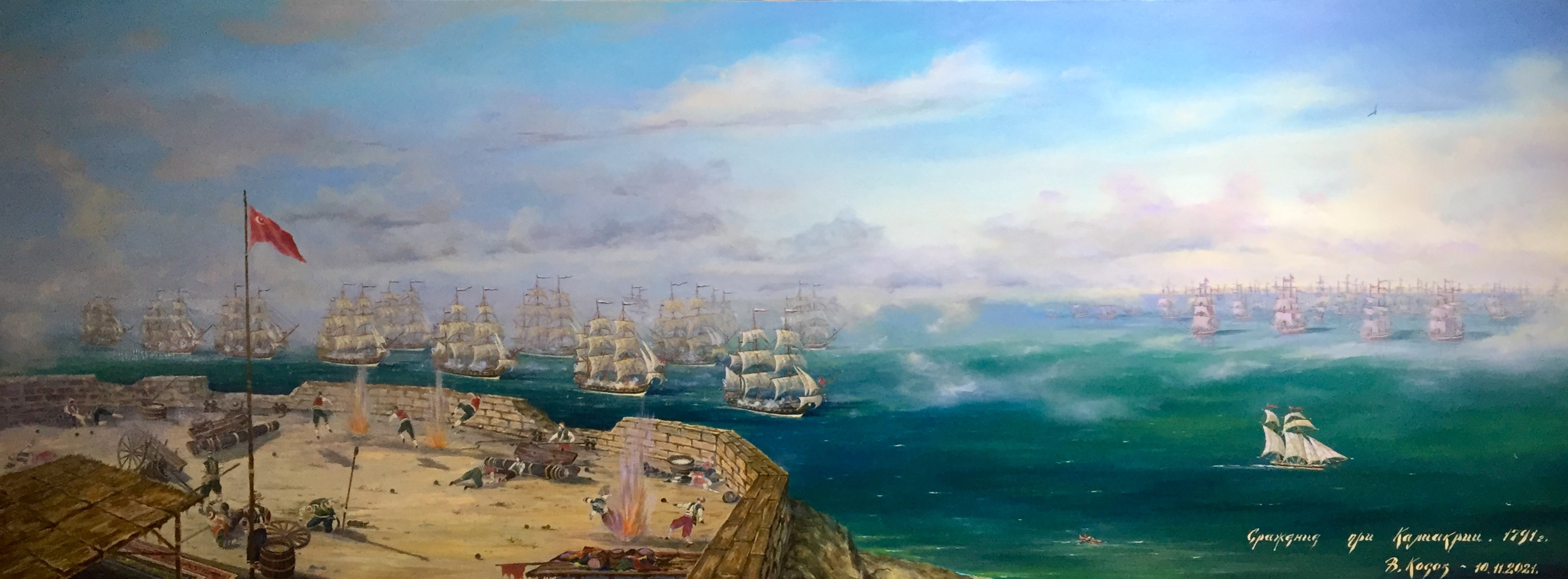
Владимир Косов. Сражение при Калиакрии. Ф. Ф. Ушаков 1791 г.

В 1789 году, командуя дубель-шлюпкой № 2, перешёл из Севастополя к Очакову, где поступил на линейный корабль «Леонтий Мученик», на котором в составе эскадры своего двоюродного дяди контр-адмирала графа М. И. Войновича крейсировал в Чёрном море. 2 июля 1790 года на фрегате «Святой Иоанн Богослов» в составе эскадры контр-адмирала Ф. Ф. Ушакова участвовал в сражении с турецким флотом в Керченском проливе, 28 августа принял участие в сражении у острова Тендра. 31 июля 1791 года на том же корабле участвовал в сражении у мыса Калиакра, за что был награждён орденом Святого Владимира 4 степени с бантом.
С 1792 года находился в плавании в Чёрном море, в 1793 и 1794 годах командовал фрегатом «Святой Иоанн Златоуст», в 1795—1798 годах — фрегатом «Навархия» («Вознесение Господне»). 6 октября 1798 года произведён в капитаны 2 ранга. Участвовал в средиземноморском походе Ушакова (1798—1800 годов) в рамках войны России в составе 2-й коалиции против Франции на средиземноморском театре военных действий. В феврале 1799 года, командуя фрегатом «Навархия» участвовал в боях при овладении островами Цериго, Занте, Кефалония и Санта-Мавра, а также во взятии крепости Корфу; затем командуя отрядом из семи судов, в мае 1799 года перешёл в Адриатическое море, где взял крепости Фано и Пезаро, три месяца блокировал Анкону на восточном побережье Апеннинского полуострова. Аттестовался вице-адмиралом Ф. Ф. Ушаковым «во всех случаях неустрашимо храбрым». Был награждён орденом Святой Анны 3 степени и орденом Святого Иоанна Иерусалимского, пенсионом по 300 рублей в год.
В январе 1800 года Войнович получил приказ Ф. Ф. Ушакова о «поспешном возвращении» отряда кораблей из Анконы в Корфу, а затем следовать в Севастополь. Однако, из-за поломок и течи кораблей, недостатка такелажа и провианта, он не смог этот приказ выполнить и оставался зимовать в Корфу. 2 февраля 1801 года высочайшим повелением был «выключен из службы за не скорое возвращение с эскадрою» к черноморским портам, лишён чинов и патента, отстранен от командования отрядом кораблей. В апреле 1801 года чин ему был возвращён, в феврале 1802 года был предан суду при Адмиралтейств-коллегии в Санкт-Петербурге.
Умер Николай Дмитриевич Войнович в 1808 году.